# Kaluveeranahalli, Malavalli
Kaluveeranahalli là một làng thuộc tehsil Malavalli, huyện Mandya, bang Karnataka, Ấn Độ.